# Maten al león
Maten al león és una pel·lícula mexicana dirigida per José Estrada i basada en la novel·la homònima de l'escriptor guanajuatenc Jorge Ibargüengoitia. La seva producció va començar en 1975, però la seva estrena es va dur a terme el 27 de gener de 1977 al cinema Chapultepec de Ciutat de Mèxic i es va mantenir 15 dies en cartellera.

## Tema
En estar basada en una obra de Jorge Ibargüengoitia, aquest film intenta representar una sàtira política cap al context dels països llatinoamericans que han sofert dictadures militars, de les quals també es mofa l'escriptor en la seva història.

## Argument
A la República Constitucional d'Arepa -una illa situada al mar Carib- el mariscal Manuel Belaunzarán es troba al final de la seva habitació i últim mandat estipulat per la constitució però que serà modificada perquè ell pugui seguir en el poder. L'oposició perd al seu candidat després de ser assassinat per la qual cosa proposen a un nou candidat: Pepe Cussirat, playboy i amant de l'esport.
Manuel Belaunzarán aconsegueix evadir tres intents d'assassinat per part dels seus opositors, mentre que ell aconsegueix assassinar diversos d'aquests. Després del tercer intent d'assassinat Cussiart ha d'escapar del país vestit de dona i acompanyat d'Ángela Berriozabál. Finalment el mestre de música Salvador Pereira aconsegueix acabar amb la vida del dictador en un esdeveniment social.

## Repartiment
- David Reynoso... Mariscal Manuel Belaunzarán
- Jorge Rivero... Pepe Cussirat
- Lucy Gallardo... Ángela Berriozabál
- Ernesto Gómez Cruz... Salvador Pereira
- Guillermo Orea... Don Carlos Berriozabal
- Martha Zamora... Pepita Jiménez
- Enrique Lucero ... Vicepresidente Carmona
- Julián Pastor... Paco Ridruejo
- Carlos Cestero ... Coco Regalado
- Manuel Medel... Gustavo Anzures
- Francisco Llopis ... Dr. Malagón
- Farnesio de Bernal ... Bonilla
- Ricardo Fuentes ... Dr. Casimiro Paletón
- Paco Morayta ... De la Cadena
- Ana Ofelia Murguía... Esperanza de Pereira
- Jorge Fegan ... Barrientos
- Ramón Barragán ... Coronel Jiménez
- Mario García González ... Martín Garatuza
- Roberto Lewis ... Tintin Berriozabal
- Carlos Rodil ... Don Bartolomé González
- Mona Martí ... Chonita Regalado
- Adela Villamil ... Conchita Parmesano
- Luis Vera ... Don Ignacio Redondo
- Ramiro Orci ... Diputado Borunda
- Raúl Quijada ... Presidente de Debates
- Tamara Garina... Viuda de Saldaña
- Fernando Pinkus ... Chofer de Saldaña
- Luis Tejada ... Mr. Humbert H. Humbert
- Patricio Castillo... M. Coullon
- Roberto Dumont ... Sir John Phipps
- Roberto Rivera Negrón ... Padre Inastrillas
- Julia Marichal... Rosita Galvazo
- Jorge Arce ... Fausto Almeda
- Víctor Arrillaga ... Quiróz
- Pilar Souza ... Soledad
- Samuel Molina ... Duchamps
- Agustín Silva ... Recepcionista
- Magda Vizcaíno ... Viuda de Pantoja
- Carmen Iris Rosas ... Secundina Regalado
- Horacio Arnold ... Nicolás Botumele
- Roberto Góndora ... Ripolín
- Zamorita... Ordenanza
- Luis Llanos ... Larrando
- Lydia Pérez ... La Regalado
- María Pérez ... Maruja Regalado
- Peter Colón ... Bongocero
- Elena Cadovi ... Doña Faustina
- William Alequin ... Oficial
- Manuel Bermúdez ... Manuel Bermúdez ... Ballarí en la festa (no apareix als crèdits)
- Gloria Hernández (no apareix als crèdits)
- Bill Odom ... Saldaña (no apareix als crèdits)
- Jorge Rodríguez Alonso ... Cambrer (no apareix als crèdits)
- Edgar Soberón Torchia... Pagès (no apareix als crèdits)

## Producció
El rodatge de la pel·lícula es va dur a terme en dues locaciones diferents: San Juan de Puerto Rico (del 6 d'agost al 27 de setembre de 1975) i els Estudios Churubusco Azteca a la ciutat de Mèxic (del 6 d'Octubre al 8 de novembre d'aquest mateix any).

## Banda sonora
Llista de cançons en la pel·lícula:
| Cançó                               | Compositor              |
| ----------------------------------- | ----------------------- |
| Vientos de Arepa (Vals)             | Joaquín Gutiérrez Heras |
| Por chiquelinas (Pasodoble)         | Joaquín Gutiérrez Heras |
| Cocales (Polka)                     | Joaquín Gutiérrez Heras |
| En esta esquina solitaria (Tango)   | Joaquín Gutiérrez Heras |
| Candombé (Ritmos y coro)            | Joaquín Gutiérrez Heras |
| Quinteto para piano y cuerdas en Mi | Joaquín Gutiérrez Heras |
| Estrellita                          | Manuel M. Ponce         |
| La marcha nupcial                   | Mendelssohn             |
| Coros de la Opera Nabuco            | Giuseppe Verdi          |

## Premis
- Als XIX edició dels Premis Ariel li fou atorgat el Premi Ariel a la millor coactuació masculina a Ernesto Gómez Cruz
- Festival de Cartagena = premi al millor actor a José Estrada.